# Achias sphyrna
Achias sphyrna är en tvåvingeart som beskrevs av Mcalpine 1994. Achias sphyrna ingår i släktet Achias och familjen bredmunsflugor. Inga underarter finns listade i Catalogue of Life.